# Jessica Naiga
Jessica Naiga Ayebazibwe, (tên khai sinh Jessica Naiga, cũng là Naiga Ayebazibwe; 1 tháng 1 năm 1965 – 25 tháng 6 năm 2018) là một luật sư và thẩm phán người Uganda, từng là một Thẩm phán của Tòa án tối cao của Uganda, kể từ ngày 29 tháng 4 năm 2014.

## Bối cảnh và giáo dục
Bà được sinh ra ở Uganda và theo học các trường địa phương cho giáo dục tiểu học và trung học. Bà có bằng Cử nhân Luật, từ Đại học Makerere, trường đại học công lập lâu đời nhất và lớn nhất ở Uganda. Bà cũng đã có bằng Cao đẳng về Thực hành Pháp lý, được trao bởi Trung tâm Phát triển Luật tại Kampala, thủ đô quốc gia này và là thành phố lớn nhất trong cả nước. Bà là một thành viên của Đoàn luật sư Uganda.

## Nghề nghiệp
Trước khi được bổ nhiệm lên Tòa án Tối cao, trong bảy năm từ 2007 đến 2014, bà đã phục vụ như một nhân viên pháp lý tại Cơ quan quản lý môi trường quốc gia Uganda.
Bà bắt đầu sự nghiệp pháp lý của mình vào năm 1992 với tư cách là trợ lý pháp lý với Bazire D'bango và Công ty. Khi rời khỏi công ty luật, bà được cơ quan thuế quốc gia, Cơ quan doanh thu Uganda tuyển dụng. Bà phục vụ ở đó trong khoảng 10 năm với tư cách là một nhân viên doanh thu.
Sau khi được bổ nhiệm lên tòa án cấp cao, bà được chỉ định vào Phòng Gia đình của tòa án.